# آن آخرین کلمه
آن آخرین کلمه (به انگلیسی: The Last Word) داستان کوتاهی در زمینه علمی-تخیلی از دیمن نایت است. اولین بار در شماره ماه فوریه مجله ماهواره علمی‌تخیلی منتشر شد و پس از آن در مجموعه داستان خارج دور (۱۹۶۱) و بهترین‌های دیمن نایت (۱۹۷۶) دوباره به چاپ رسید.

## داستان
داستان از زبان راوی اول‌شخص بازگو می‌شود که به‌زودی در می‌یابیم که شیطان است. او به تاریخ فعالیت‌هایش بر روی زمین اشاره کرده و از چگونگی تلاش‌هایش برای وادار کردن مردم به انجام کارهای خرابکارانه می‌گوید؛ به عنوان مثال اینکه او به آن‌ها ساخت باروت را یاد داده‌است. اکنون جنگ پایانی (آرماگدون) نیز رخ داده و پایان یافته‌است و تنها دو نفر، یک زن و یک مرد، در زمین زنده مانده‌اند. آن‌ها در حبابی شیشه‌ای‌اند که از هوای آلوده بیرون محافظتشان می‌کند. آن‌ها شیطان را می‌شناسند که اکنون از یقین آن‌ها ناراحت شده‌است. از ابزارهایی که درون حباب شیشه‌ای دارند می‌پرسد؛ پاسخ می‌دهند که یک ماشین زمان است و اینکه میخواهند به ابتدا برگردند، به آغاز آفرینش، بدون او. مرد در جایی از داستان، زن را حوا خطاب می‌کند.
آخرین جملات داستان چنین است:
"زن گفت: «تو آرماگدون را بردی اما زمین از کفت رفته.»
من، بی‌شک پاسخش را توی آستین داشتم. اما او یک زن بود و حرفِ آخر را او می‌زد.
مقابل ظلماتِ بنفش رنگ آن بیرون-سو، ایستادم. «زمین از کفم رفته؟ پس اینو چی صداش می‌کنی؟»
دستش را انگار که آونگ ساعتی باشد بر فرازِ دکمه نگه داشت و گفت: «دوزخ».

و در آن ده هزاران سال تنهایی، طنینِ صدایش را به یاد آوردم و به یاد آوردم و به یاد آوردم!"

## پیش‌زمینه
دیمن نایت دربارهٔ این داستان خود نوشته‌است:
«آن آخرین کلمه یکی از داستانی است که در آن از دستمایه‌های مسیحیت ارتودوکس استفاده کرده‌ام. خدا، شیطان و غیره. که نشان می‌دهد آموزش‌های دوران کودکی بالاخره به یک دردی خوردند.»